# Tanjung (Pajarakan)
Tanjung is een bestuurslaag in het regentschap Probolinggo van de provincie Oost-Java, Indonesië. Tanjung telt 1025 inwoners (volkstelling 2010).